# Stańkowa
Stańkowa (ukrán nyelven: Станкова) Lengyelország délkeleti részén, a Kárpátaljai vajdaságban, a Bieszczadi járásban, Gmina Ustrzyki Dolne község területén található település, közel a lengyel–ukrán határhoz.A község központjától, Ustrzyki Dolnétől 18 kilométernyire északnyugatra található és a vajdaság központjától, Rzeszówtól 62 kilométernyire található délkeleti irányban.

## Fordítás
Ez a szócikk részben vagy egészben  a   Stańkowa című angol Wikipédia-szócikk ezen változatának fordításán alapul.  Az eredeti cikk szerkesztőit annak laptörténete sorolja fel. Ez a jelzés csupán a megfogalmazás eredetét és a szerzői jogokat jelzi, nem szolgál a cikkben szereplő információk forrásmegjelöléseként.